# ラン島

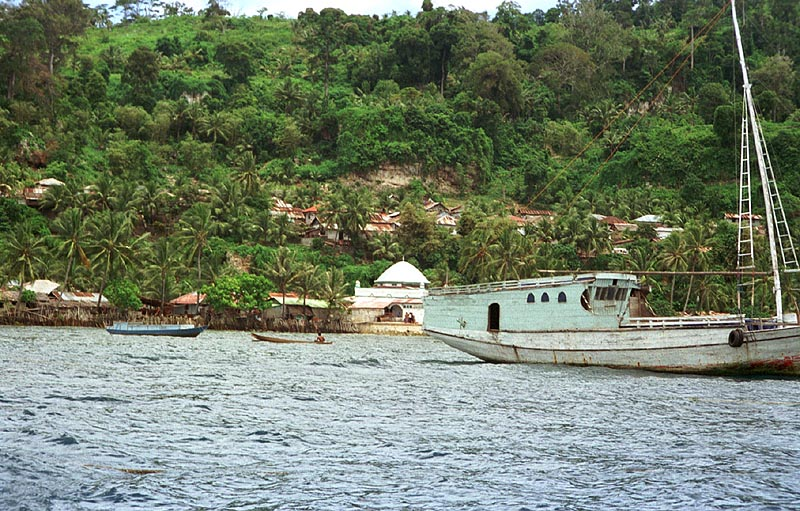
湾の景色

ラン島（ランとう、Run Isle、または、Run Island）とは、インドネシア領のバンダ諸島に属する、小さな島である。かつてインドネシアにおける香辛料貿易の中心地であったことで知られる。

## 概要
おおよそ南緯4度33分、東経129度41分に位置する、長さ約3 km、幅は約1 km程度に過ぎない、バンダ海に存在する小さな島である。この島はナツメグ（ナツメグの皮で作られるメースも含む）の交易により、17世紀には経済的に重要な意味を持った島であった。イギリス東インド会社の探検隊に属していた船乗りが、1603年にこの島に到達し、この時彼らは、島の住民とコネクションを持つことに成功した。これを皮きりに、この島は西欧諸国が繰り広げた香辛料貿易の覇権争いに巻き込まれる。この後、オランダとイギリスの覇権争いの結果、19世紀初頭にはバンダ諸島に、インドネシアにおける香辛料貿易の中心地は移ってしまった。しかしながら、ラン島には現在でもナツメグの木は生育している。